# Culex pilifemoralis
Culex pilifemoralis är en tvåvingeart som beskrevs av Wang och Feng 1964. Culex pilifemoralis ingår i släktet Culex och familjen stickmyggor. Inga underarter finns listade i Catalogue of Life.